# Becke (Gummersbach)
Becke is een plaats in de Duitse gemeente Gummersbach, deelstaat Noordrijn-Westfalen en telt 496 inwoners (2007).